# Verona (Olaszország)
Verona az észak-itáliai Veneto régió Verona megyéjének közigazgatási központja. 

## Földrajz
Az ősi város és a modern városközpont az Adige folyó kanyarulatánál, a Garda-tó közelében fekszik, emiatt a területen gyakoriak voltak az áradások egészen 1956-ig, a Mori-Torbole csatorna (olaszul Galleria Adige-Garda) megépüléséig, amelynek köszönhetően szükség esetén 500 m³/s víz elvezetése vált lehetővé az Adige folyóból a Garda-tóba.

## Története
Verona, vagy Veronia és környéke eredetileg az euganok törzsének területe volt, ők azonban kénytelenek voltak azt átengedni a cenomaniaknak, i. e. 500-ban. A Pó völgyének meghódítása után Verona a rómaiaké lett i. e. 300 körül. Római kolóniává i. e. 89-ben vált, a municipium rangot azonban később, i. e. 49-ben szerezte meg, bár i. e. 59-ben már római előjogokra tett szert.
A város felemelkedését az tette lehetővé, hogy kereskedelmi utak csomópontjában fekszik. Miután a gótok elfoglalták (Kr. u. 489), Theuderik keleti gót király itt építtette fel palotáját. Ehhez az eseményhez egy Verona című germán legenda is kapcsolódik. A város a gót háborúk (535–552) során is a barbár törzs irányítása alá tartozott, kivéve egy napot 541-ben, amikor is egy örmény tiszt segítségével sikerült a várfal egyik bejáratát elfoglalni. Többek között bizánci tábornokoktól származó döntések folytán, a várost a gótok zsákmányként megtarthatták, és visszavehették felette az irányítást.
569-ben a longobárdok királya, Alboin foglalta el, akinek királyságában a második legfontosabb város lett. Maga Alboin is itt lelte halálát, 572-ben. Treviso hercegei is gyakran tartózkodtak itt. 774-ben, Adalgisus, Desiderius fia idején Verona utolsó, ám reménytelen ellenállást tanúsított Nagy Károllyal szemben, aki végül is megdöntötte a Lombard Királyságot. Ezek után Verona királyi központ szerepét töltötte be, s kormányzása örökletesen a Count Milo-család kezébe került, akik a San Bonifaciók elődeinek tekinthetők. 880 és 951 között a két Berengarii is itt élt.
Később a városi polgári családok növekvő jóléte, gazdagsága túlszárnyalta a grófok számításait, és 1100-ban már az önkormányzat (kommuna) önállóan irányította a várost. A San Bonifacio-család azonban megtarthatta a podestà tisztséget. Vicenza a Lombard Ligába való belépésre kényszerítette a települést, ennek hatására emelkedtek fel a guelfek és a ghibellinek Veronában. Amikor 1226-ban IV. Ezzelinót megválasztották podestànak, képes volt a tisztséget állandó nagyhatalmú méltósággá alakítani, 1257-ben az ő parancsára végeztek ki 11 000 padovait Verona földjein. Halálakor a Nagytanács megválasztotta podestának Mastino della Scalát, aki továbbra is osztozott a polgársággal a kormányzásban. Miután 1262-ben nem választották meg ismét podestànak, megkapta a capitano del popolo címet, illetve ezzel együtt a hadsereg feletti parancsnokság jogát, de 1272-ben előkelők egy csapata megölte őt.
Miután fia, Alberto kapta meg a capitano rangot, (1277–1302) szüntelenül harcban állt a San Bonifacióhoz hű grófokkal, akiket az Este-ház is támogatott. Fiai, Bartolomeo, Alboino és I. Cangrande közül csupán az utóbbival osztozott a hatalmon. Egy személyben volt nagy harcos, herceg, és a művészetek pártfogója. Patronálta Dante, Petrarca, Giotto tevékenységét. Háborúk során elfoglalta Padovát, Trevisót és Vicenzát.
Albertón II. Mastino (1329–1351) és Alberto győzedelmeskedett, akik Alboino gyermekei voltak. Mastino folytatta nagybátyja politikáját, és elfoglalta Bresciát 1332-ben, ezáltal hatalmát kiterjesztette a Pó folyón túli területekre is. Megvásárolta Parmát és Luccát is. A francia király után ő volt a kor leggazdagabb uralkodója. Ennek ellenére erős szövetség kovácsolódott ellene 1337-ben, melynek tagjai Firenze, Velence, a Visconti, az Este és a Gonzaga-családok voltak. Hároméves háborúskodás után a Scaligeri-család birtokaihoz már csak Verona és Vicenza tartozott.
I. Lajos magyar király első nápolyi hadjárata során Nápoly felé vonulva 1347. december 5-én érintette Veronát, ahol a város ura, Mastino della Scala nagyon szívélyesen fogadta: 300 lovagjának kíséretében egészen Vicenza városáig lovagolt ki a király elé. Ekkortájt érkezett Veronába a pápa megbízásából a híres költő, Petrarca is, hogy lebeszélje Mastinót a magyar királlyal való szövetségről. Így elképzelhető, hogy Lajos és a nagy költő személyesen is találkozhattak. Mindazonáltal Petrarca útja, a célját tekintve sikertelen volt.
Mastino fia, II. Cangrande (1351–1359) kegyetlen, gyanakvó zsarnok volt, aki mindentől félt, és ezért brandenburgi zsoldosokkal vette körbe magát, míg testvére, Consignorio (1359–1375) meg nem gyilkolta. Ő aztán kastélyokkal, hidakkal, vízvezetékekkel látta el a várost, és megalapozta az állami vagyont. Sorsa elől azonban nem menekülhetett; másik testvére, Paolo Alboino meg őt ölte meg. A testvérgyilkosság családi szokássá vált, Antonio 1357–1387) Bartolomeo nevű testvérét is megölette – kiváltva ezzel a lakosság felháborodását, amely elpártolt tőle. Végül a milánói Gian Galeazzo Visconti hadat üzent neki. Miután kihasználta az összes lehetséges forrásait, 1387. október 19-én éjfélkor elhagyta Veronát, ezzel véget vetve a Scaligeri-dinasztia uralkodásának.
Az 1387-es évben került sor a híres castagnarói ütközetre, amely a veronai Giovanni Ordelaffi és a győztes padovaiak seregei között zajlott le. 1390-ben Antonio fia, Canfrancesco hiába próbálta visszafoglalni a várost.
Guglielmo, II. Cangrande fia ennél sikeresebb volt. A nép támogatásával kiűzte a milánóiakat, de tíz nappal később meghalt. A város ezután Velence hatalma alá került (1405). Az utolsó Scaligerik a birodalmi palotában éltek, s többször próbálták a hatalmukat visszaszerezni.
1509 és 1517 között a város felett I. Miksa német-római császár uralkodott.
1797-ben Veronát Napoléon Bonaparte tábornok seregei foglalták el, de húsvéthétfőn a lakosság fellázadt ellenük, és elűzték a franciákat. Ez a dátum egybeesett a Velencei Köztársaság megszűnésének időpontjával.
Miután Bonaparte tábornok 1797 októberében megkötötte a Campo Formió-i békeszerződést, Verona osztrák kézre jutott. 1798. január 18-án a szerződésben foglaltak szerint az osztrákok át is vették a város feletti ellenőrzést. Az 1805-ös pozsonyi béke értelmében ismét Napóleon császár tudhatta magáénak, ám 1814-es veresége után a bécsi kongresszus döntése értelmében újra osztrák területté vált, a csatlós Lombard–Velencei Királyság keretén belül. A város a napóleoni háborúk és a Lombard–Velencei Királyság idején kiépült erős észak-itáliai osztrák erődrendszer, az ún. Erődnégyszög (Festungsviereck / Quadrilatero) egyik fő erődvárosa lett, Peschiera del Garda, Legnago és Mantova mellett. Az 1859-es szárd–francia–osztrák háború után Ausztria elvesztette Lombardiát, de az erődvárosokat ekkor még megtarthatta. Az 1866-os porosz–osztrák háborút (ún. „hathetes háború”) lezáró békeszerződés értelmében – az olasz csapatok harctéri vereségei ellenére – Veneto tartománnyal együtt az Olasz Királyság részévé vált.

## Éghajlat
Veronára a párás szubtrópusi klíma a jellemző.
| Hónap                                                    | Jan.  | Feb.  | Már.  | Ápr. | Máj. | Jún. | Júl. | Aug. | Szep. | Okt. | Nov. | Dec.  | Év    |
| -------------------------------------------------------- | ----- | ----- | ----- | ---- | ---- | ---- | ---- | ---- | ----- | ---- | ---- | ----- | ----- |
| Rekord max. hőmérséklet (°C)                             | 19,8  | 22,1  | 27,2  | 31,8 | 36,6 | 36,4 | 38,2 | 39,0 | 33,2  | 29,2 | 23,6 | 18,8  | 39,0  |
| Átlagos max. hőmérséklet (°C)                            | 6,1   | 8,9   | 13,4  | 17,2 | 22,7 | 26,3 | 29,2 | 28,8 | 24,4  | 18,0 | 11,0 | 6,7   | 17,8  |
| Átlaghőmérséklet (°C)                                    | 2,5   | 4,5   | 8,4   | 12,0 | 17,2 | 20,8 | 23,6 | 23,3 | 19,0  | 13,3 | 7,1  | 3,1   | 12,9  |
| Átlagos min. hőmérséklet (°C)                            | −1,2  | 0,1   | 3,4   | 6,8  | 11,7 | 15,4 | 18,0 | 17,8 | 13,7  | 8,7  | 3,2  | −0,4  | 8,1   |
| Rekord min. hőmérséklet (°C)                             | −18,4 | −18,4 | −10,4 | −2,2 | 0,0  | 3,8  | 7,3  | 8,1  | 2,0   | −4,6 | −7,9 | −15,5 | −18,4 |
| Átl. csapadékmennyiség (mm)                              | 51    | 43    | 49    | 70   | 74   | 87   | 63   | 82   | 76    | 91   | 65   | 53    | 804   |
| Havi napsütéses órák száma                               | 94    | 102   | 156   | 180  | 241  | 255  | 304  | 262  | 199   | 158  | 72   | 81    | 2104  |
| Forrás: Servizio Meteorologico (humidity 1961–1990), DMI |       |       |       |      |      |      |      |      |       |      |      |       |       |

## Népesség

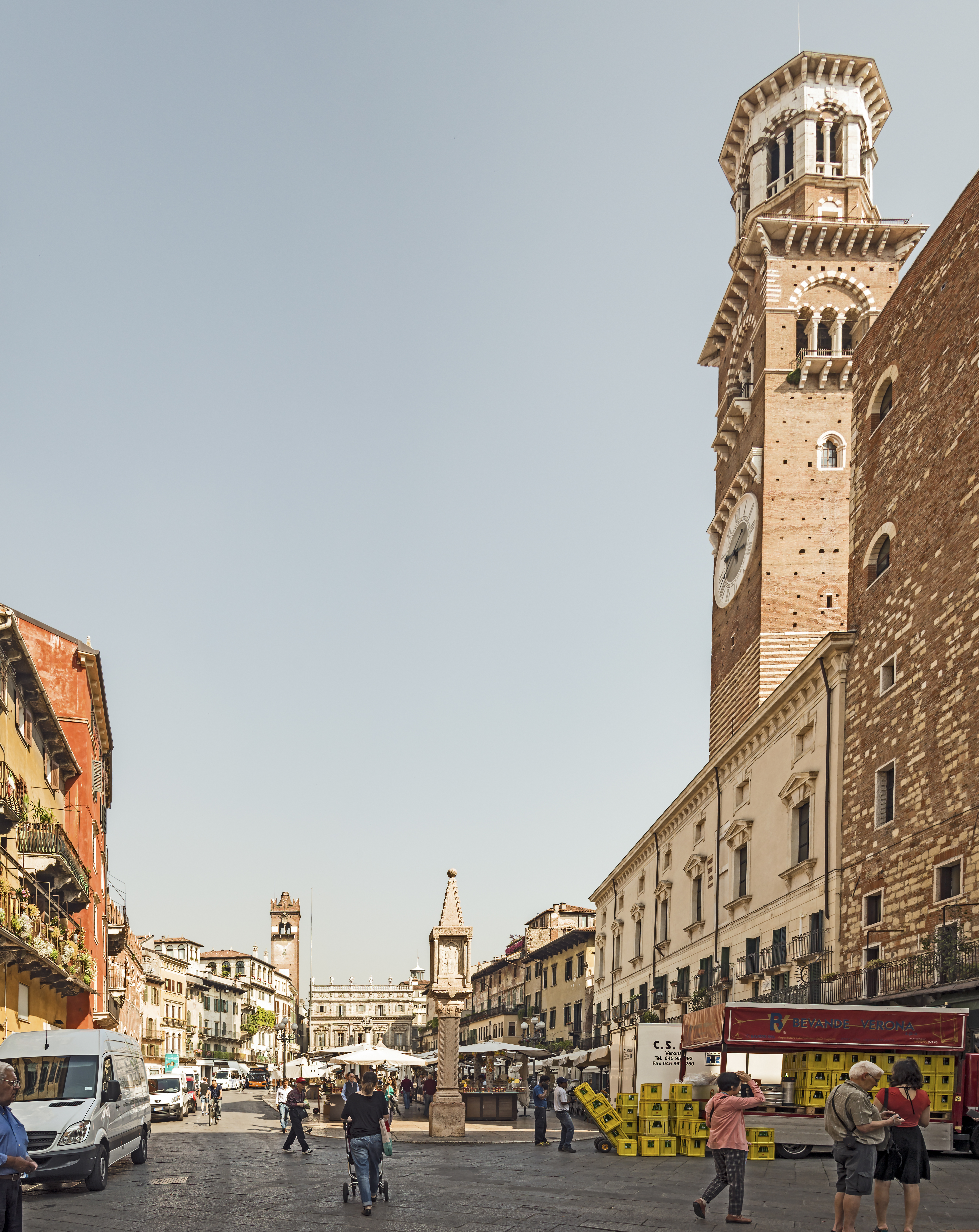
Piazza delle Erbe

Míg a város lakossága a történelem során szinte kizárólag olasz volt, addig az elmúlt évek migrációja folytán a népesség összetétele megváltozott: emigránsok és idénymunkások sokasága tekinti ma már Veronát otthonának. A bevándorlók legtöbbje Kelet-Európából, Észak-Afrikából és Dél-Ázsiából származik. Egy 2005-ös felmérés szerint arányuk elérte a lakosság 7,9%-át.

## Közigazgatás
Verona jelenleg 23 negyedből (quartieri) áll, ebből 4 a történelmi központot képezi, és a velencei–osztrák városfalon belül helyezkedik el. 9 további negyed a modern városrészeket alkotja.
További 10 külterület eredetileg nem volt része a comunénak, de az 1950–70-es években megnövekvő népességnek köszönhetően ma már a városhoz tartozik.
Adminisztratív felosztását tekintve Verona ma 8 kerületből (circoscrizione) áll.
| Történelmi központ (Centro storico) 1. Antik város (Città antica) 2. Cittadella 3. San Zeno 4. Veronetta Modern negyedek (Quartieri moderni) 10. Borgo Trento 11. Valdonega 12. Borgo Venezia 13. Porto San Pancrazio 14. Borgo Roma 15. Santa Lucia 16. Borgo Milano (che comprende le località di Chievo e Saval) 17. Golosine 18. Ponte Crencano Külterületek (Frazioni) 30. Avesa 31. Quinto 32. Santa Maria in Stelle 33. Mizzole 34. Montorio 35. San Michele 36. Cadidavid 37. San Massimo 38. Parona 39. Quinzano | Verona negyedei |
| Történelmi központ (Centro storico) 1. Antik város (Città antica) 2. Cittadella 3. San Zeno 4. Veronetta Modern negyedek (Quartieri moderni) 10. Borgo Trento 11. Valdonega 12. Borgo Venezia 13. Porto San Pancrazio 14. Borgo Roma 15. Santa Lucia 16. Borgo Milano (che comprende le località di Chievo e Saval) 17. Golosine 18. Ponte Crencano Külterületek (Frazioni) 30. Avesa 31. Quinto 32. Santa Maria in Stelle 33. Mizzole 34. Montorio 35. San Michele 36. Cadidavid 37. San Massimo 38. Parona 39. Quinzano | \| 1. kerület (Circoscrizione 1 Centro storico) 2. kerület (Circoscrizione 2 Nord-Ovest) 3. kerület (Circoscrizione 3 Ovest) 4. kerület (Circoscrizione 4 Sud-Ovest) 5. kerület (Circoscrizione 5 Sud) 6. kerület (Circoscrizione 6 Est) 7. kerület (Circoscrizione 7 Sud-Est) 8. kerület (Circoscrizione 8 Nord-Est) \| |
| 1. kerület (Circoscrizione 1 Centro storico) 2. kerület (Circoscrizione 2 Nord-Ovest) 3. kerület (Circoscrizione 3 Ovest) 4. kerület (Circoscrizione 4 Sud-Ovest) 5. kerület (Circoscrizione 5 Sud) 6. kerület (Circoscrizione 6 Est) 7. kerület (Circoscrizione 7 Sud-Est) 8. kerület (Circoscrizione 8 Nord-Est) | |

## Történelmi emlékek
2000-ben Veronát az UNESCO a világörökség részének nyilvánította.

### Ókori római emlékek
Az Aréna Verona legismertebb nevezetessége. Az ókori amfiteátrumot Kr. u. 30-ban építették. Ez a harmadik legnagyobb ilyen jellegű épület Olaszországban, csak a római Colosseum és a Capuai aréna előzi meg. 139 méter hosszú, 110 méter széles, és 44 soros márványülései révén 25 000 néző befogadására alkalmas. Nyári estéken a 20. század második fele óta tartanak benne nagy nemzetközi sztárokat is felvonultató operaelőadásokat.
További híres római kori emléke a Színház, amely a Kr. e. első században épült. Az idő múlásával azonban kihasználatlan maradt, és lakóházakat építettek rá. A 18. században egy gazdag veronai, Andrea Monga megvásárolta az összes ráépített házat, amelyeket lebontatott, így sikeresen megmentette a ma már műemlék épületet.
Az Arco dei Gavi, a gazdag római Gavii család által emeltetett diadalív az 1. században épült, és arról nevezetes, hogy az építő neve (Lucius Vitruvius Cordone) az épületbe van vésve. Ritka eset ez az építészet történetében. Eredetileg közrefogta a városba vezető főutat, a Corso Cavourt. A francia csapatok 1805-ben elpusztították, csak 1932-ben renoválták.

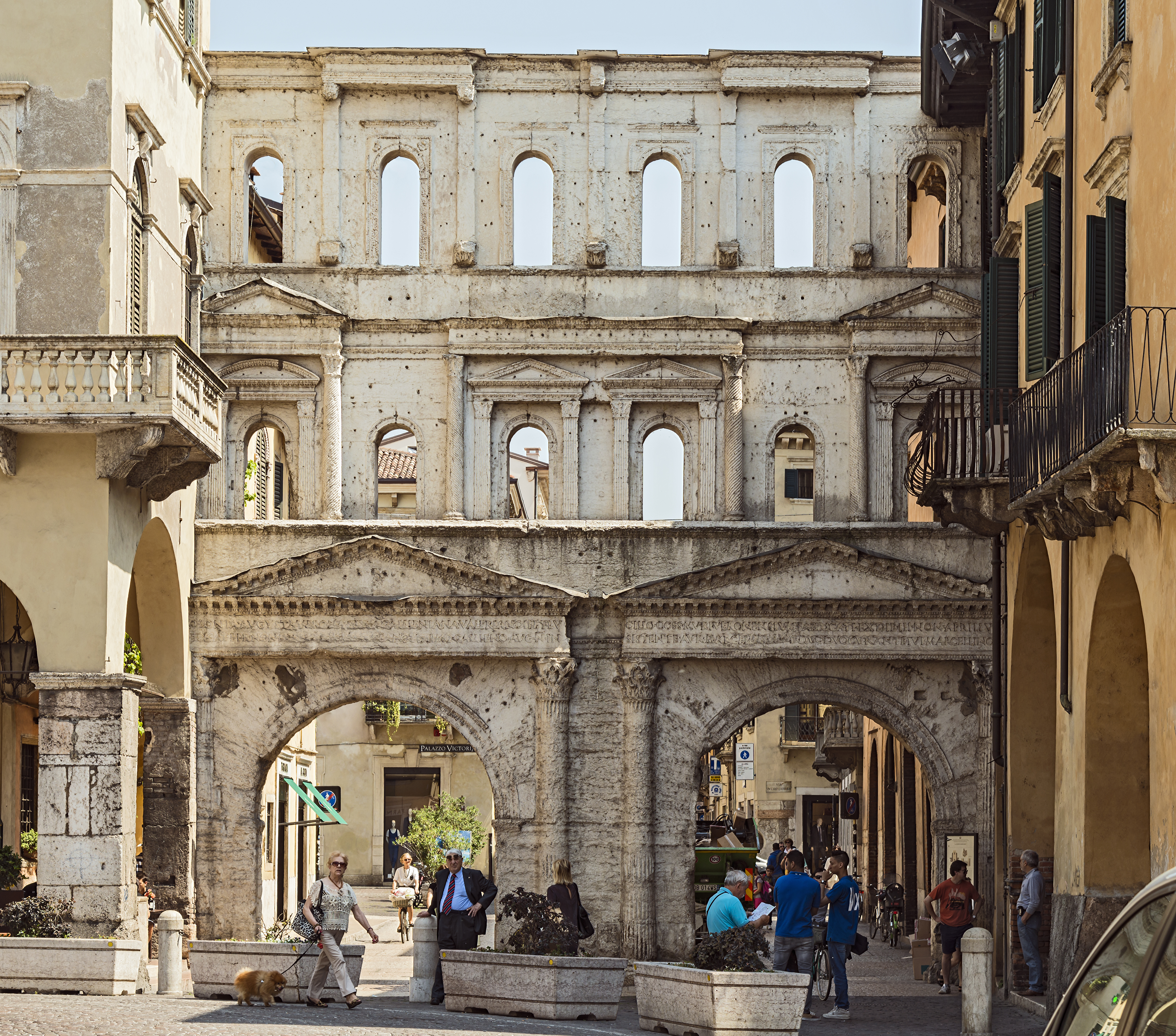
Porta Borsari

Ehhez közel található a Porta Borsari, amely egy árkád a Corso Porta Borsari végénél. Valójában ez a 3. századi római városfal maradványa. A rajta lévő felirat: a Kr. u. 245-ös dátum, és a várost Colonia Verona Augustaként említi. A kapu alatt húzódó útszakasz az eredeti, Rómából kiinduló Via Sacra.
A Leoni kapu Kr. e. I. században épült, mára csak romos maradvány, amely valaha a város kapujához tartozott. Egy része még mindig megtalálható egy középkori épület falaként.

### Középkori emlékek

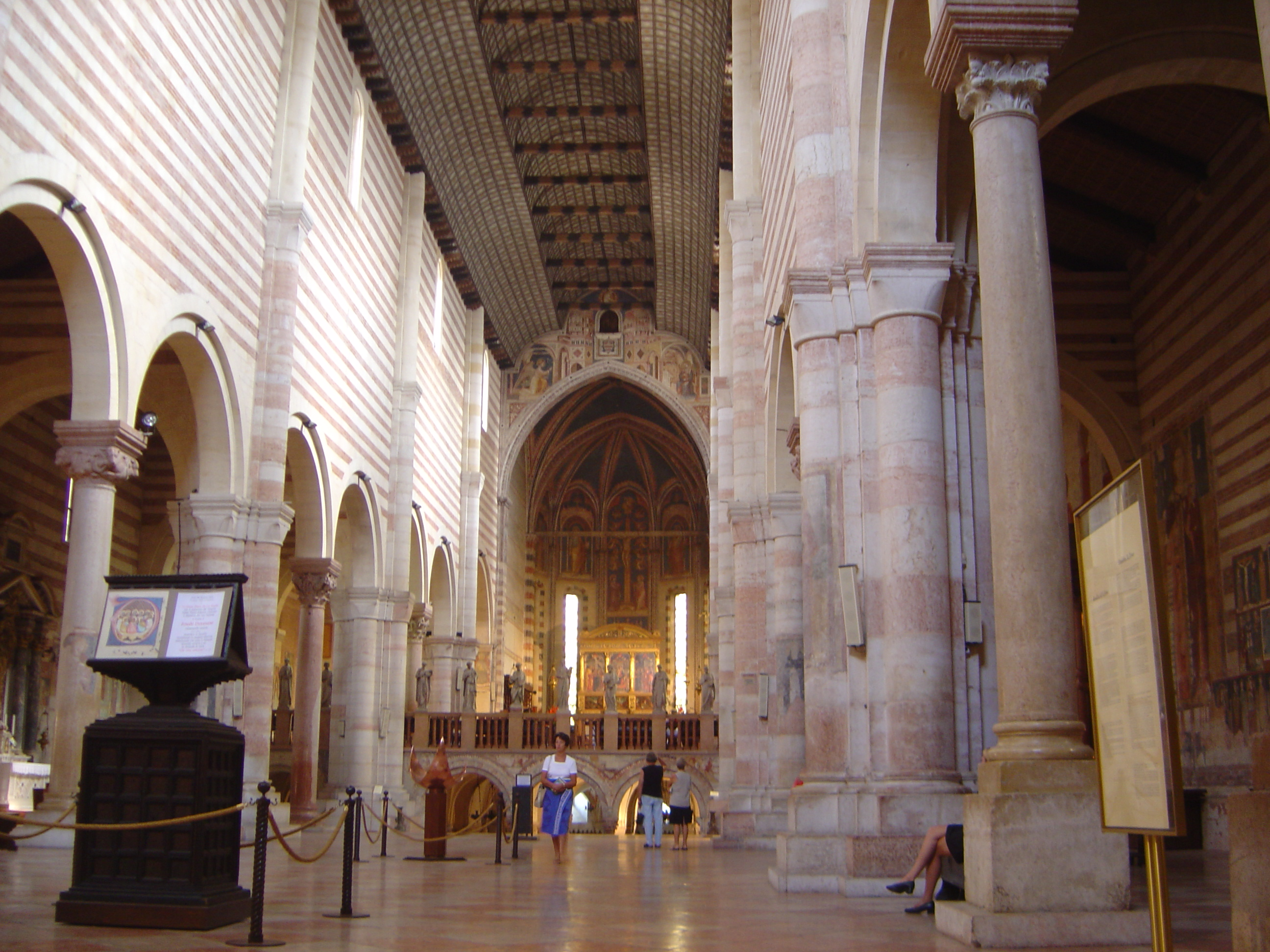
San Zeno-bazilika

A San Zeno Maggiore-bazilika (Basilica di San Zeno Maggiore) a veronai építészet egyik legnagyobb alkotása. A jelenlegi építmény már a harmadik ezen a helyen. 1123–1135 között épült a 4. századi Szent Zénó-oltárra. A ragyogó homlokzat uralkodik a nagy téren. 72 méter magas harangtoronnyal rendelkezik, amelyre Dante is utal az Isteni színjátékban. A hatalmas rózsaablakokat a szerencse kerekének motívuma díszíti. Mind a 18 ajtóalj gazdagon díszített bibliai témájú domborműveket vonultat fel, míg a belső bronzajtó 48-at tartalmaz és további képeket Szent Zénó életéből. Egy pár jelenet jelentése már/még nem ismert. A templom belső tere egy alsó és egy felső részre osztható. Az alsó az épület 2/3-át, míg a felső a fennmaradó 1/3-át teszi ki. A falat 12. és 14. századi freskók díszítik. A boltozatos altemplom több szenté között Szent Zénó sírhelyét is rejti, aki Verona patrónusa és első püspöke volt.
A Sant'Anastasia hatalmas, magas templom, eredetileg 1290–1481 között épült domonkos-rendi templomnak. A gótikus bejáratot 15. századi freskók borítják, amelyek Szent Péter életének nevezetes eseményeit ábrázolják.
A Santa Maria Antica óriási templom, a Scaligerik plébániatemploma volt. A 7. században épült, és gazdagon díszített belső térrel rendelkezik.

## Kultúra

### Oktatás
- A Veronai Egyetem jelentős állami felsőoktatási intézmény 12 fakultással.

### Múzeumok, kiállítások
- A Veronai Természetrajzi Múzeum több értékes gyűjteményt mutat be.
- A Castelvecchio Múzeum szobrok és festmények kollekciója, amely egy 1354–56-ban épült várban tekinthető meg.

## Híres emberek
Itt született Isotta Nogarola, aki a reneszánsz egyik legfontosabb humanistája. 2000-ben a várost az UNESCO a világörökség részévé nyilvánította az építészeti emlékei miatt.

### Tudomány
Itt született
- 1374: Guarino Veronese, vagy Guarino da Verona (született Giovanni Battista Guarino) humanista
- 1835: Cesare Lombroso kriminológus

### Képzőművészet
Itt született
- 1528: Paolo Veronese (született Paolo Caliari) festő (†1588)
- 1480 k.: Giovan Francesco Caroto festő (†1555, itt is halt meg)

### Zene
Itt született
- 1675: Evaristo Felice Dall’Abaco itáliai zeneszerző (†1742)
- 1929: Giorgio Tadeo operaénekes, basszista (†2008)
- 1947: Gigliola Cinquetti énekesnő

Itt hunyt el
- 2017-ben Rudy Rotta bluesgitáros (*1950)

### Vallás
- Ratherius Veronensis (Raterio da/di Verona) Verona püspöke itt született 931–934 és 962–968 között

## Érdekességek

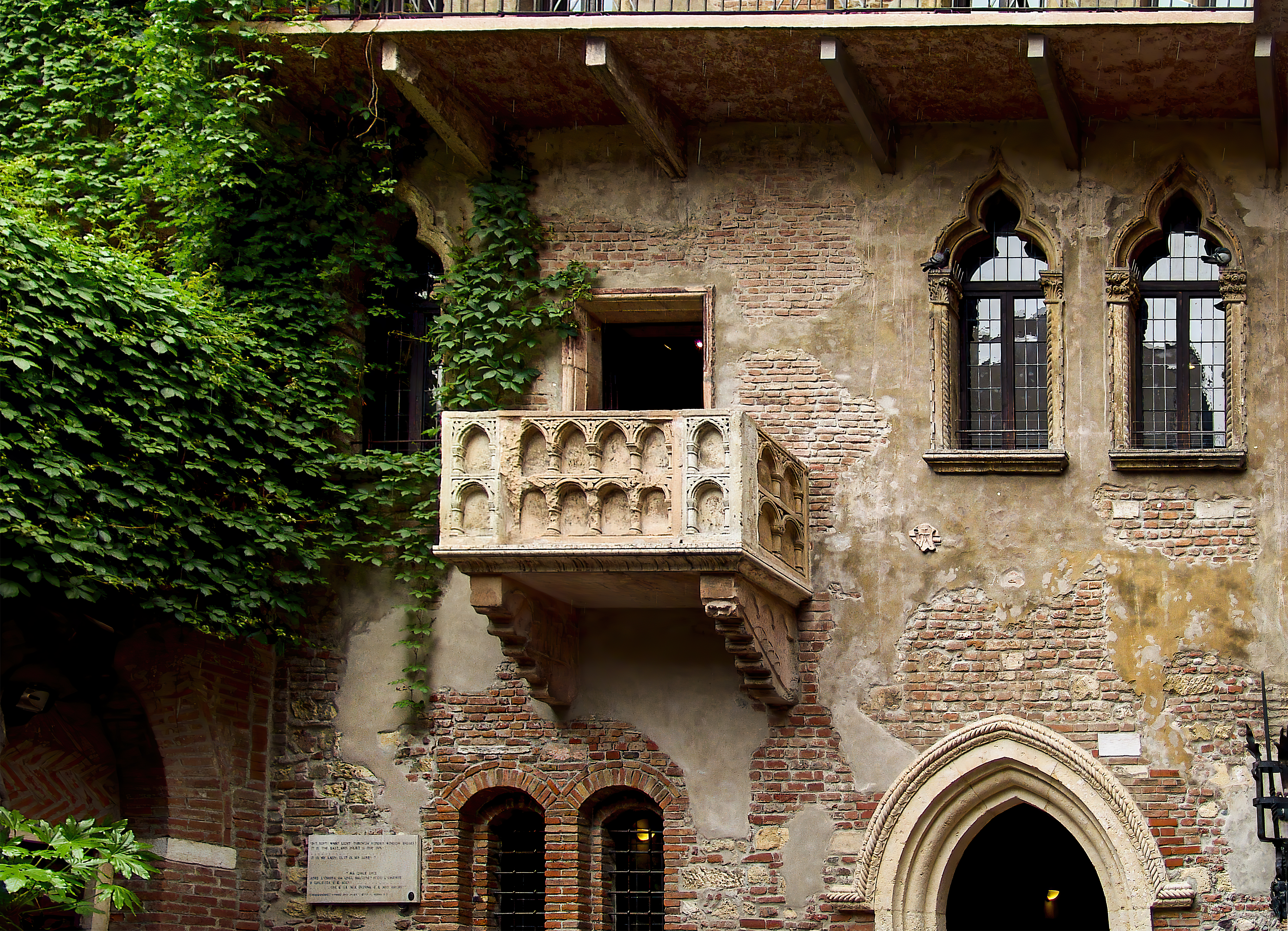
Júlia erkélye (a turisták szerint)

- Történelme során sok híres személy megfordult a városban, mint például Nagy Theoderik, Alboin, Dante, Goethe, Stendhal és még sokan mások. Julius Caesar a pihenésre szánt napjainak legnagyobb részét itt töltötte.
- William Shakespeare híres műve, a Rómeó és Júlia is itt játszódik, habár az eredeti eset Sienában történt. Shakespeare két darabja is Veronában játszódik: a Rómeó és Júlia és A két veronai nemes. Nem ismert, hogy Shakespeare járt-e valaha Veronában vagy Itáliában, de drámái sok látogatót csábítottak ide és a környező városokba.

## Sport
A városnak két labdarúgócsapata is van, a Chievo és a Hellas Verona, mindkettő az első osztályban játszik, utóbbi olasz bajnokságot nyert 1984–85-ben.

## Testvértelepülések
- Póla, Horvátország
- Salzburg (Ausztria)
- Nîmes, Franciaország
- München, Németország
- Betlehem, Palesztina
- Raanana, Izrael
- Kassa, Szlovákia
- Nagahama, Japán
- Fresno, Kalifornia, USA
- Meshed, Irán